# 呼图壁县
呼图壁县是中国新疆维吾尔自治区昌吉回族自治州所辖的一个县。以呼图壁河得名。人口約20万，县人民政府駐呼圖壁鎮。

## 歷史
該地歷史上長期為各遊牧民族牧場。两汉时为西域都護府所轄乌贪訾离国，后并入车师后国。唐属庭州和北庭都护府。宋属高昌回鹘。元属察合台汗國。明属瓦剌，清初为准噶尔部游牧地。
根据《呼图壁县志》的记载，“呼图壁”因呼图克拜郭勒（今呼图壁河）而得名，为准噶尔蒙古语，其正确译音是“呼图克拜”，意为“吉祥”，意译近似“有神的地方”，因此当地人称呼图壁是“有神灵”的地方。
清乾隆二十年（1755年）设乌鲁木齐西路军台，称呼图克拜台，后设营塘。二十二年（1757年）设洛克伦巡检，二十八年（1763年）改设呼图壁巡检。
乾隆二十九年（1764年），筑景化城，为呼图壁巡检管理。三十八年（1773年）置昌吉县，呼图壁属昌吉县。光绪二十八年（1902年）改巡检为县丞，设呼图壁分县。
民国二年（1913年）撤销呼图壁分县，所辖区域悉归昌吉县管辖。民国三年（1914年）仍设呼图壁分县，置县佐，名为昌吉县分驻呼图壁县佐。民国七年（1918年）从昌吉县析置呼图壁县，属迪化道。民国三十六年（1947年）改名景化县，属迪化专区。
1954年改名呼图壁县，隶属乌鲁木齐专区。1958年劃歸昌吉回族自治州。

## 地理
呼图壁县地势南高北低，自东南向西北倾斜。境内地形大致可分为三部分：南部为高山、丘陵，平均海拔2400余米，中部为冲积平原，海拔在460～700米之间，北部为沙漠地，海拔在360～460米之间。
呼图壁县属温带大陆性干旱半干旱气候。平原地区平均气温6.7℃，年降水量167mm，无霜期平均180天，全年日照总时数3090小时。在5月份到8月份，平原地区作物生长旺盛的季节，每天平均日照时数10小时以上，7月份达11小时以上。

## 行政区划
呼图壁县下辖6个镇、1个民族乡：
呼图壁镇、大丰镇、雀尔沟镇、二十里店镇、园户村镇、五工台镇、石梯子哈萨克族乡、干河子林场和呼图壁种牛场。

## 交通
- 连霍高速、 312国道、 335国道过境。

## 人口
2020年末，根据第七次人口普查数据显示：全县常住人口为192638人。
呼图壁县境内居住着维吾尔族、汉族、哈萨克族、回族、柯尔克孜族、蒙古族、锡伯族、俄罗斯族、塔塔尔族、满族、达斡尔族、东乡族、壮族、藏族、撒拉族、苗族、朝鲜族、土族、布衣族、侗族、瑶族、彝族、白族、裕固族、黎族25个民族。 

## 经济
此县两大产业有名，一是棉花，二是牛奶。